# 피리부는 사나이 (2016년 드라마)
《피리부는 사나이》는 2016년 3월 7일부터 2016년 4월 26일까지 tvN에서 방영된 월화 드라마이다.

## 등장 인물

### 주요 인물
- 신하균 : 주성찬 역 (아역 : 정수환) - 과거 천재적인 기업 협상 전문가. 현재 경찰 위기협상팀 외부자문위원
- 조윤희 : 여명하 역 (아역 : 전민서) - 경위. 위기협상팀 소속 협상관
- 유준상 : 윤희성 / (진짜) 피리부는 사나이 역 - TNN 채널 나이트뉴스의 간판 앵커
- 이신성 : 정수경 / 피리부는 사나이 역 - 소외된 이들에게 '폭력'이라는 소통의 수단을 제공하는 사회가 낳은 괴물

### 주성찬 주변인물
- 전국환 : 서건일 역 - K그룹 회장
- 최원홍 : 서준 역 - 서회장의 늦둥이 아들
- 박성근 : 강홍석 역 - K그룹 전무, 서회장의 처남
- 김홍파 : 정태수 역 - 국회의원

### 여명하 주변인물
- 조재윤 : 한지훈 역 - 특공대장
- 이정은 : 오하나 역 - 112종합상황실 여경
- 유승목 : 공지만 역 - 위기협상팀 팀장
- 오의식 : 최성범 역 - 경사. 디지털 포렌식 전문가
- 장성범 : 조재희 역 - 경사. 프로파일러
- 김종수 : 양동우 역 - 서울지방경찰청장. 오정학의 친구이자 라이벌

### 윤희성 주변인물
- 정해나 : 윤보람 역 - TNN 채널 사회부 기자, 윤희성의 후배

### 그 외 인물들
- 고윤 : 정현호 역 - 폭탄장치로 무장한 인질범
- 정동규 : 이준경 국장 역
- 박지환 : 허태웅 역 - 세기은행 강도인질범
- 권혁준 : 한강 다리 위 자살난동자 역
- 우정국 : 김재곤 역
- 곽동연 : 공정인 역 - 위기협상팀 팀장 공지만의 아들
- 박충선 : 노경석 역
- 김민상 : 가해자 역
- 이칸희 : 문지혜 역
- 김익태 : 판사 역
- 박효선
- 공예지 : 연준희 역
- 김기무 : 구동만 역
- 박시인 : 정찬규 역
- 신철진 : 신원창 역
- 김병춘 : 공장관리소장 역
- 나광훈 : 청즈의 동료 역
- 차순형 : 청즈의 동료 역
- 김정석 : 공장사장 역
- 양범(Yang Fan) : 청즈 역
- 조비비(Cao Fei Fei) : 샨샨 역
- 이원종 : 이철용 형사 역
- 이해영 : 고실장 역
- 윤희원 : 배부장 역
- 허민영
- 유준홍 : 비행기 해커 역
- 김서연 : 여승객 역
- 김지은 : PC방 알바 역
- 함성민 : PC방 학생 역
- 소준형 : PC방 학생 역
- 금광산 : 용역업체 no2 역
- 이규섭
- 박용
- 김태한
- 이규복
- 문학진 : 엠블런스 운전자 역
- 강덕중 : 스텝 역
- 장격수 : 형사 역
- 강운 : 인터뷰 시민 역

### 특별출연
- 성동일 : 오정학 역 - 전임 경찰 위기협상팀장
- 김민서 : 이주은 역 - 주성찬의 연인

## 시청률
- 아래 내용은 AGB닐슨 미디어 리서치[1]와 TNmS[2]에서 공개한 시청률을 바탕으로 작성하였다. 빨간색 글씨는 최고 시청률, 파란색 글씨는 최저 시청률을 나타낸다.

| 2016년 | 2016년   | 2016년   | 2016년 |
| 회차   | 방송일자 | 시청률   | 시청률 |
| 회차   | 방송일자 | AGB 닐슨 | TNmS   |
| ------ | -------- | -------- | ------ |
| 제1회  | 3월 7일  | 3.307%   | 3.0%   |
| 제2회  | 3월 8일  | 3.625%   | 3.5%   |
| 제3회  | 3월 14일 | 2.347%   | 2.2%   |
| 제4회  | 3월 15일 | 2.516%   | 2.3%   |
| 제5회  | 3월 21일 | 2.066%   | 2.0%   |
| 제6회  | 3월 22일 | 1.428%   | 1.6%   |
| 제7회  | 3월 28일 | 1.869%   | 1.5%   |
| 제8회  | 3월 29일 | 2.036%   | 2.0%   |
| 제9회  | 4월 4일  | 2.170%   | 2.0%   |
| 제10회 | 4월 5일  | 2.421%   | 1.7%   |
| 제11회 | 4월 11일 | 1.452%   | 1.3%   |
| 제12회 | 4월 12일 | 1.900%   | 1.8%   |
| 제13회 | 4월 18일 | 1.464%   | 1.5%   |
| 제14회 | 4월 19일 | 1.744%   | 1.8%   |
| 제15회 | 4월 25일 | 1.891%   | 1.5%   |
| 제16회 | 4월 26일 | 1.932%   | 1.7%   |